# Остановочная платформа
Железнодорожная платформа  — объект обустройства железнодорожных линий на железнодорожных станциях и станциях метрополитена. Подразделяются на пассажирские (синоним: перрон, остановочная платформа, посадочная площадка) (для посадки и высадки пассажиров, погрузки и разгрузки почты, багажа и тому подобное) и грузовые (предназначенные для грузовых операций: хранение, погрузочно-разгрузочные работы, сортировка). Целью создания платформ является обеспечение прохода и посадки-высадки пассажиров в поезда. 
Покрытие платформы чаще всего твёрдое (бетон, асфальт).  
Классифицируются по местонахождению относительно вокзала на промежуточные и основные. Основные имеют непосредственную связь с вокзалом, могут располагаться по бокам от путей или перпендикулярно им. Промежуточные (они же островные) находятся между приёмо-отправочными путями, для их соединения с основными платформами и вокзалом применяются пешеходные тоннели, переходы или мосты.

## Высота относительно вагона
Простейшая платформа — это площадка на том же уровне, что и железнодорожный путь, что обычно приводит к довольно большой разнице высот между платформой и полом вагона. Если высота платформы 0,2 метра над верхней частью рельса, то платформа называется низкой. Зачастую такая площадка не считается настоящей платформой. Низкие платформы дешевле при возведении. Строятся на тех раздельных пунктах, где проходит пропуск транзитных поездов и техосмотр.  
Более традиционная платформа приподнята относительно пути. В идеале они должны находиться на одном уровне. Если высота платформы от 0,9 до 1,3 метра над верхней частью рельса, то платформа называется высокой.. Высокие платформы строятся на станциях с большим пассажиропотоком и при эксплуатации моторвагонного подвижного состава без подножек. Они отличаются удобностью для пассажиров, но делают сложной задачей технический осмотр составов. 

## Длина
Длина платформы определяется с учётом самой большой длины пассажирского состава, возможно также увеличение длины до 500 метров.  